# Byttneria dahomensis
Byttneria dahomensis är en malvaväxtart som beskrevs av N. Halle. Byttneria dahomensis ingår i släktet Byttneria och familjen malvaväxter. Inga underarter finns listade i Catalogue of Life.